# Чемпионат Англии по кёрлингу среди смешанных пар
Чемпионат Англии по кёрлингу среди смешанных пар (англ. English Mixed Doubles Curling Championships) — ежегодное соревнование английских смешанных парных команд (смешанных пар) по кёрлингу (команда должна состоять из одного мужчины и одной женщины; см. Смешанный парный кёрлинг). Проводится с 2008 года. Организатором является Ассоциация кёрлинга Англии (англ. English Curling Association).
Победитель чемпионата получает право до следующего чемпионата представлять Англию на международной арене (например, на чемпионате мира) как смешанная парная сборная Англии.

## Годы и команды-чемпионы
Составы команд указаны в порядке: мужчина, женщина, тренер.
| Год  | Золото                      |
| 2008 | Джон Браун, Glynnice Lauder |
| 2009 | Джон Шарп, Джейн Кларк      |
| 2010 | Джон Шарп, Джейн Кларк      |
| 2011 | Джон Шарп, Джейн Кларк      |
| 2012 | Джон Шарп, Лорна Реттиг     |
| 2013 | Бен Фаулер, Hetty Garnier   |
| 2014 | Брайан Закари, Ангарад Уорд |
| 2015 | Алан Макдугалл, Лана Уотсон |
| 2016 | Бен Фаулер, Анна Фаулер     |
| 2017 | Бен Фаулер, Анна Фаулер     |
| 2018 | Том Ягги, Анна Фаулер       |
| 2019 | Бен Фаулер, Анна Фаулер     |